# Masdevallia oxapampaensis
Masdevallia oxapampaensis är en orkidéart som beskrevs av David Edward Bennett och Eric Alston Christenson. Masdevallia oxapampaensis ingår i släktet Masdevallia och familjen orkidéer.
Artens utbredningsområde är Peru. Inga underarter finns listade i Catalogue of Life.